# Raúl Borja Navarrete
Raúl Borja Navarrete es un ingeniero, directivo mexicano y presidente de la Federación Mexicana de Fútbol. Su hermano, Gilberto Borja Navarrete, fue presidente honorario de los Pumas, empresario e importante ingeniero. Fue vicepresidente de los Pumas de la UNAM y presidente de la Federación Mexicana de Fútbol interino en 1998, supliendo a Juan José Leaño. Durante su vicepresidencia de los Pumas de la UNAM y de la mano de Guillermo Aguilar Álvarez Mazarrasa los Pumas de la UNAM dejaron de ser transmitidos por TV Azteca para cambiarse a Televisa. Fue Consejero del Colegio de Ingenieros Civiles de México. Actualmente es director adjunto de PROTMEX.
| Predecesor: Juan José Leaño | Presidente de la Femexfut 1998 | Sucesor: Enrique Borja |

- Datos: Q6101077